# Elecciones municipales de 2023 en Vélez-Málaga
Las elecciones municipales de 2023 se celebrarán en Vélez-Málaga el domingo 28 de mayo, de acuerdo con el Real Decreto de convocatoria de elecciones locales en España dispuesto el 3 de abril de 2023 y publicado en el Boletín Oficial del Estado el 4 de abril. Se elegirán los 25 concejales del pleno del Ayuntamiento de Vélez-Málaga, a través de un sistema proporcional (método d'Hondt), con listas cerradas y un umbral electoral del 5 %.

## Candidatos
| Partido político |                            |
| Partido político | Candidatos                 |
| ---------------- | -------------------------- |
| PP               | Jesús Lupiañez Herrera     |
| PSOE             | Antonio Moreno Ferrer      |
| GIPMTM           | Jesús Carlos Pérez Atencia |
| AxSí             | José Pino Gálvez           |
| CVM              | Mercedes Muñoz Portillo    |
| C´s              | Rafael Sánchez Ruiz        |
| Vox              | Javier Herreros Sánchez    |
| PMP              | Miguel Ángel Escaño Ríos   |
| PLT              | Jorge Díaz Marin           |

## Jornada electoral

### Participación
A continuación, se muestra una tabla que refleja los datos de participación en estas elecciones desgranados por períodos temporales, conforme el Ministerio del Interior fue proporcionándolos en directo durante la jornada electoral. Se comparan las cifras de participación con los de las últimas elecciones municipales.
| Localidad                       | Hora   | Hora   | Hora   | Hora   | Hora   | Hora  | Variación |
| Localidad                       | 14:00  | 14:00  | 18:00  | 18:00  | 20:00  | 20:00 | Variación |
| Localidad                       | 2019   | 2023   | 2019   | 2023   | 2019   | 2023  | Variación |
| ------------------------------- | ------ | ------ | ------ | ------ | ------ | ----- | --------- |
| Vélez-Málaga                    | 32,53% | 35,02% | 45,55% | 49,03% | 59,13% | 59,90 | +0,77%    |
| Fuente: Ministerio del Interior |        |        |        |        |        |       |           |

## Resultados
Los resultados completos correspondientes al escrutinio definitivo se detallan a continuación:

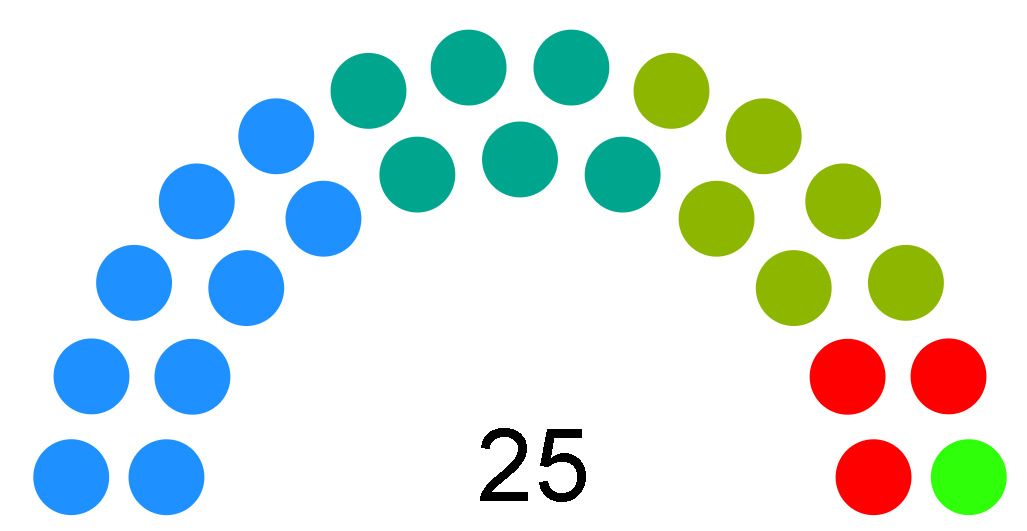
Composición del Pleno Municipal de Vélez-Málaga (2023-2027)

| Candidatura     | Candidatura                                                 | Votos  | %                              | Escaños                        |
| --------------- | ----------------------------------------------------------- | ------ | ------------------------------ | ------------------------------ |
|                 | Partido Popular (PP)                                        | 12 098 | 32,11                          | 9                              |
|                 | Grupo Independiente Pro Municipio de Torre del Mar (GIPMTM) | 7983   | 21,19                          | 6                              |
|                 | Andalucía Por Sí (AxSí)                                     | 7700   | 20,44                          | 6                              |
|                 | Partido Socialista Obrero Español (PSOE)                    | 4760   | 12,63                          | 3                              |
|                 | Vox                                                         | 2023   | 5,37                           | 1                              |
|                 | Con Andalucía (Podemos-IU-MP-IdPA)                          | 1774   | 4,71                           | 0                              |
|                 | Por Mi Pueblo (PMP)                                         | 420    | 1,11                           | 0                              |
|                 | Por La Torre (PLT)                                          | 357    | 0,95                           | 0                              |
|                 | Ciudadanos-Partido de la Ciudadanía (C´s)                   | 225    | 0,6                            | 0                              |
| Votos en blanco | Votos en blanco                                             | 336    | 0,89                           | n/a                            |
| Votos válidos   | Votos válidos                                               | 37 676 | 100,00                         | 25                             |
| Votos nulos     | Votos nulos                                                 | 411    | Participación: \| \| 59.9 % \| | Participación: \| \| 59.9 % \| |
| Votantes        | Votantes                                                    | 38 087 | Participación: \| \| 59.9 % \| | Participación: \| \| 59.9 % \| |
| Electores       | Electores                                                   | 63 589 | Participación: \| \| 59.9 % \| | Participación: \| \| 59.9 % \| |
|                 | 59.9 %                                                      |        |                                |                                |

### Resultados por pedanía
| Partido político | Partido político | Votos        | Votos         | Votos    | Votos           | Votos    | Votos      | Votos | Votos | Votos  | Votos    | Votos      |
| Partido político | Partido político | Vélez-Málaga | Torre del Mar | Almayate | Caleta de Vélez | Chilches | Benajarafe | Lagos | Cajiz | Triana | Trapiche | Valle-Niza |
|                  | PP               | 6.691        | 2.703         | 474      | 498             | 684      | 470        | 87    | 41    | 125    | 49       | 276        |
|                  | GIPMTM           | 1.604        | 5.052         | 347      | 635             | 46       | 71         | 81    | 61    | 6      | 10       | 70         |
|                  | AxSí             | 5.996        | 559           | 98       | 142             | 163      | 287        | 48    | 216   | 48     | 43       | 100        |
|                  | PSOE             | 2.664        | 982           | 173      | 211             | 172      | 286        | 39    | 42    | 103    | 39       | 49         |
|                  | VOX              | 914          | 453           | 96       | 115             | 180      | 139        | 27    | 15    | 10     | 14       | 60         |
|                  | CA               | 920          | 367           | 36       | 60              | 153      | 154        | 21    | 6     | 17     | 5        | 35         |
|                  | PMP              | 257          | 72            | 8        | 14              | 21       | 31         | 4     | 1     | 1      | 2        | 9          |
|                  | PLT              | 31           | 271           | 10       | 18              | 4        | 18         | 2     | 1     | 2      | 0        | 0          |
|                  | Cs               | 66           | 72            | 7        | 32              | 23       | 24         | 0     | 0     | 0      | 0        | 1          |

## Concejales electos
Relación de concejales electos:
| N.º | Nombre                            | Lista | Lista              |
| --- | --------------------------------- | ----- | ------------------ |
| 1   | Jesús Lupiañez Herrera            |       | PP                 |
| 2   | Jesús Carlos Pérez Atencia        |       | GIPMTM             |
| 3   | José Pino Gálvez                  |       | AxSí-UA            |
| 4   | Celestino Rivas Silva             |       | PP                 |
| 5   | Antonio Moreno Ferrer             |       | PSOE               |
| 6   | Rocío Ruiz Narvaez                |       | PP                 |
| 7   | Alejandro David Vilches Fernández |       | GIPMTM             |
| 8   | Juan José Segura Palacios         |       | AxSí-UA            |
| 9   | María Alicia Ramírez Domínguez    |       | PP                 |
| 10  | José David Segura Guerrero        |       | GIPMTM             |
| 11  | Vanesa Rodríguez Martín           |       | AxSí-UA            |
| 12  | Juan Fernández Olma               |       | PP (independiente) |
| 13  | María del Rosario Gómez Fernández |       | PSOE               |
| 14  | Javier Herreros Sánchez           |       | VOX                |
| 15  | María Lourdes Piña Martín         |       | PP                 |
| 16  | Ana Belén Zapata Jiménez          |       | GIPMTM             |
| 17  | Ana Isabel Espejo Zayas           |       | AxSí-UA            |
| 18  | Jesús María Claros López          |       | PP                 |
| 19  | Beatriz Gálvez Martínez           |       | GIPMTM             |
| 20  | Víctor González Fernández         |       | PSOE               |
| 21  | Serafín Pérez Montoya             |       | AxSí-UA            |
| 22  | Manuel Gutiérrez Fernández        |       | PP                 |
| 23  | Elías García Pérez                |       | PP (independiente) |
| 24  | Juan Antonio García López         |       | GIPMTM             |
| 25  | Manuel Aragüez Morales            |       | AxSí-UA            |

## Conformación de Gobierno
| Candidato              | Fecha                                                   | Voto |   |   |   |   |   | Total |
| ---------------------- | ------------------------------------------------------- | ---- | - | - | - | - | - | ----- |
| Jesús Lupiañez Herrera | 17 de junio de 2023 Mayoría requerida: Absoluta (13/25) | Sí   | 9 | 6 |   |   |   | 15/25 |
| Jesús Lupiañez Herrera | 17 de junio de 2023 Mayoría requerida: Absoluta (13/25) | No   |   |   | 6 | 3 | 1 | 10/25 |
| Jesús Lupiañez Herrera | 17 de junio de 2023 Mayoría requerida: Absoluta (13/25) | Abs. |   |   |   |   |   | 0/25  |